# Ted Lewis (boxe anglaise)
Pour les articles homonymes, voir Ted Lewis (homonymie).
Ted Lewis, de son vrai nom Gershon Mendeloff, est un boxeur britannique né le 28 octobre 1894 à Londres, Angleterre, et mort le 20 octobre 1970.
Champion du monde poids welters (1915-1916, 1917-1919).

## Carrière

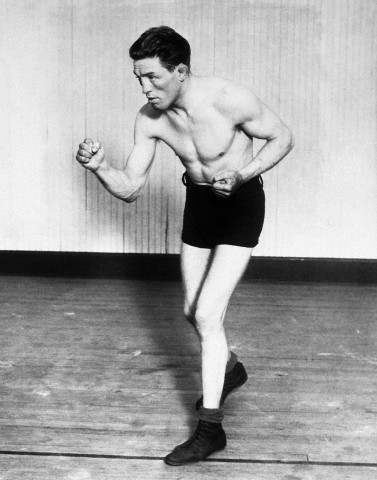
Ted Lewis

Passé professionnel en 1909, il remporte le titre britannique puis européen des poids plumes en 1913 et 1914. Le 31 août 1915, il devient champion du monde des poids welters en battant aux points Jack Britton. Celui-ci prend sa revanche le 24 avril 1916 mais Lewis gagne le combat suivant le 25 juin 1917. Il cède finalement cette ceinture à l'américain le 17 mars 1919 puis poursuit sa carrière en poids moyens.
Battu pour le titre mondial par Mike O'Dowd, il remporte néanmoins la ceinture britannique et européenne de la catégorie en 1920 ainsi que le titre britannique des mi-lourds l'année suivante.

## Distinction
- Ted Lewis est membre de l'International Boxing Hall of Fame depuis 1992.

## Politique
Juif (il a été introduit à l'International Jewish Sports Hall of Fame en 1983), Kid Lewis a été membre et candidat local du New Party d'Oswald Mosley au début des années 1930, puis de la British Union of Fascists, entraînant le service d'ordre ; il s'en est séparé à la suite du virage antisémite du mouvement, vers 1936,.